# Leonid Gajdaj
Leonid Iowicz Gajdaj (ros. Леони́д И́ович Гайда́й; ur. 30 stycznia 1923 w mieście Swobodnyj w obwodzie amurskim; zm. 19 listopada 1993 w Moskwie) – radziecki reżyser filmowy, autor niezwykle popularnych komedii z lat 60., 70. i 80.

## Życiorys
Był synem kolejarza. W czasie II wojny światowej wstąpił na ochotnika do armii. Na froncie został ranny w nogę, wskutek wybuchu miny.
Absolwent Studium Teatralnego przy Teatrze Dramatycznym w Irkucku (1947). W 1955 ukończył studia na Wydziale Reżyserskim w moskiewskim WGIK.
Najpopularniejszy jego film - komedia kryminalna „Brylantowa ręka“ - w 1995 wybrana została najlepszą komedią w historii radzieckiego kina.
Pochowany na Cmentarzu Kuncewskim w Moskwie.

## Filmografia
- 1957: Daleka droga (Долгий путь)
- 1958: Narzeczony z tamtego świata (Жених с того света)
- 1960: Zmartwychwstały po raz trzeci Трижды воскресший)
- 1961: Pies Barbos i niezwykły cross (Пёс Барбос и необычный кросс)
- 1961: Bimbrownicy (Самогонщики)
- 1962: Ludzie interesu (Деловые люди)
- 1965: Operacja „Y”, czyli przypadki Szurika (Операция «Ы» и другие приключения Шурика)
- 1967: Kaukaska branka, czyli nowe przygody Szurika (Кавказская пленница, или Новые приключения Шурика)
- 1968: Brylantowa ręka (Бриллиантовая рука)
- 1971: Dwanaście krzeseł (12 стульев)
- 1973: Iwan Wasiljewicz zmienia zawód (Иван Васильевич меняет профессию)
- 1975: To niemożliwe! (Не может быть!)
- 1977: Incognito z Petersburga (Инкогнито из Петербурга)
- 1980: Po zapałki (За спичками)
- 1982: Totolotek-82 (Спортлото-82)
- 1985: Uwaga, niebezpieczeństwo! (Опасно для жизни!)
- 1990: Prywatny detektyw, czyli operacja „Kooperacja” (Частный детектив, или Операция „Кооперация”)
- 1992: Na Deribasowskiej ładna pogoda, ale pada na Brighton Beach (На Дерибасовской хорошая погода, или На Брайтон Бич опять идут дожди)

## Nagrody i odznaczenia
- Medal „Za zasługi bojowe” (1942)
- Ludowy Artysta RFSRR (1974)
- Order Wojny Ojczyźnianej I klasy (1985)
- Ludowy Artysta ZSRR (1989)

Źródło: